# Post/Redirect/Get
Post/Redirect/Get — підхід у веброзробці, який дозволяє уникнути проблеми повторного надсилання форми.

## Проблема
Якщо користувач заповнив вебформу та дані були відправлені на сервер із використання POST методу HTTP протоколу, то при отримані відповіді від сервера спроба перезавантажити сторінку призведе до повторного надсилання форми. Такий результат не бажаний, оскільки, це може призвести до повторної купівлі товару, повторного переказу грошей, тощо. 
Варто зауважити, що більшість браузерів попереджають користувача про повторне відправлення форми.

## Вирішення
Щоб уникнути цієї проблеми POST (HTTP) метод повинний повертати не вебсторінку, а один із кодів перенаправлення 3XX на метод GET. Оскільки GET є ідемпотентним, перезавантаження сторінки не призведе до повторного надсилання форми. Щонайбільше, таку сторінку можна використовувати як закладку. 